# پیاده‌روی طولانی (فیلم ۲۰۲۵)
پیاده‌روی طولانی (به انگلیسی: The Long Walk) یک فیلم ترسناک آمریکایی در ژانر ویران‌شهری محصول سال ۲۰۲۵ به کارگردانی فرانسیس لارنس و نویسندگی جی‌تی مولنر است. این فیلم بر اساس رمانی به همین نام در سال ۱۹۷۹ اثر استیون کینگ (با نام مستعار ریچارد باخمن) ساخته شده است. در این فیلم گروهی از بازیگران شامل؛ کوپر هافمن، دیوید جانسون، گرت وِرینگ، چارلی پلامر، بن وانگ، رومن گریفین دیویس، جودی گریر و مارک همیل حضور دارند.
این فیلم قرار است در ۱۲ سپتامبر ۲۰۲۵ (۲۱ شهریور ۱۴۰۴) توسط لاینزگیت منتشر شود.

## خلاصه داستان
گروهی از پسران نوجوان در مسابقه سالانه‌ای به نام «پیاده‌روی طولانی» رقابت می‌کنند، جایی که باید سرعت راه رفتن خاصی را حفظ کنند یا برکنار شوند.

## ساخت
فیلمبرداری در ۲۴ ژوئیه ۲۰۲۴ در وینیپگ، کانادا آغاز شد و در ۱۲ سپتامبر به پایان رسید.